# Hàng không năm 1971
Đây là danh sách các sự kiện hàng không nổi bật xảy ra trong năm 1971:

## Chuyến bay đầu tiên
Tháng 1
- 20 tháng 1 - Grumman E-2C Hawkeye

Tháng 2
- 26 tháng 2 - Saab-MFI 15

Tháng 3
- AEREON 26
- 15 tháng 3 - VFW-Fokker H3 Sprinter D-9543
- 21 tháng 3 - Westland Lynx XW835
- 25 tháng 3 - Ilyushin Il-76 SSSR-86712
- 26 tháng 3 - CASA C-212 Aviocar
- 31 tháng 3 - SH-2 Sea Sprite

Tháng 4
- 22 tháng 4 - Aero Boero AB-210
- 29 tháng 4 - Piper PA-48 Enforcer

Tháng 5
- 28 tháng 5 - Dassault Mercure F-WTCC

Tháng 7
- 14 tháng 7 - VFW-614 D-BABA
- 20 tháng 7 - Mitsubishi T-2
- 23 tháng 7 - GAF Nomad VH-SUP
- 30 tháng 7 - Robin HR200

Tháng 8
- 4 tháng 8 - Agusta A109

Tháng 9
- 3 tháng 9 - EMBRAER Xavante
- 10 tháng 9 - Bell 309 KingCobra N309J
- 12 tháng 9 - Bede BD-5 N500BD
- 30 tháng 9 - Avro Shackelton AEW2 WL745

Tháng 10
- 21 tháng 10 - Italair F.20 Pegaso I-GEAV

Tháng 12
- Aerosport Quail N88760

## Bắt đầu hoạt động
Tháng 1
- 20 tháng 1 - McDonell Douglas RF-4E Phantom II trong Luftwaffe
- 29 tháng 1 - EA-6 Prowler trong phi đội VAQ-129 tại NAS Whidbey Island

Tháng 4
- 1 tháng 4 - Hawker Siddeley Trident 3B trong British European Airways
- 15 tháng 4 - Hawker Siddeley AV-8A Harrier trong phi đội VMA-513 thuộc Thủy quân Lục chiến Hoa Kỳ

Tháng 8
- 5 tháng 8 - McDonnell Douglas DC-10 trong American Airlines

Tháng 10
- 1 tháng 10 - Britten-Norman Trislander trong Aurigny Air Services